# You Don't Know My Name
Singles de Alicia Keys
Girlfriend
(2002) If I Ain't Got You
(2004)
You Don't Know My Name est le 1er single extrait du second album studio (The Diary of Alicia Keys) de l'artiste américaine Alicia Keys. La chanson a été écrite par celle-ci, avec la collaboration de Kanye West et de Harold Lilly. Coproduit par Keys et West, le titre est aussi devenu le 3e single d'Alicia à atteindre le top ten aux États-Unis, en se classant à la 3e place du Billboard Hot 100, et est resté au sommet du Billboard Hot R&B/Hip-Hop Songs pendant huit semaines successives. Le magazine Américain Blender a classé la chanson à la 37e place dans sa liste des 100 meilleures chansons de 2004.
En outre, la chanson a remporté un Grammy Award (meilleure chanson R&B en 2005) et un Soul Train Music Award (Meilleure Performance R&B/Soul en 2004).
You Don't Know My Name contient un échantillon de la chanson Let Me Prove My Love to You (1974), écrite par JR Bailey, Mel Kent et Ken Williams et interprété par le groupe de chanteurs The Main Ingredient. La chanson a été aussi utilisée comme échantillon par Lil Wayne dans sa chanson Confortable (Feat. Babyface) qui est sorti en 2008.

## Fond/Découverte
Le morceau est un échantillon de la chanson Let Me Prove My Love to You du groupe de soul américain The Main Ingredient. Dans la version de Keys, on note la présence de John Legend et de Harold Lilly dans les chœurs.
Le titre s'est aussi inspiré du genre funk et soul des années 1970, et est une chanson très romantique, où la chanteuse n’hésite pas à exprimer les sentiments qu’elle ressent à l’égard d’un homme qu’elle aime sans même qu’ils se connaissent :

« Baby, baby, baby, From the day I saw you, I really want to catch your eye, There's something special about you,
I must really like you...Cause you are takin over my mind, And it feels like Oooooooo... »

— Alicia expose ce qu’elle ressent réellement en début du morceau.

## Clip-Vidéo
Tout au long de clip-vidéo, on se laisse guider par la voix d’Alicia et par l’histoire qu’elle nous raconte, parfaitement représentée dans "court-métrage".
Le clip a été réalisé par Chris Robinson, filmé en juin 2003.  et il met en scène une serveuse, interprétée par Alicia elle-même, qui a un coup de foudre pour un habitué du restaurant  où elle travaille. Ce jeune “prince charmant” est interprété par le rappeur Mos Def sous le nom de Michael.
Alicia Keys croise un peu plus tard celui qui fait chavirer son cœur lors d’une soirée. Malheureusement, son “bonheur” est de courte durée puisque le jeune homme abandonne Alicia pour prendre part à une bagarre qui vient d’éclater.
Plus tard, la jeune femme a le courage de faire le premier pas et d’appeler celui qui ne connaît toujours pas son nom. Ainsi, la chanteuse décida de se montrer assez directe, en appelant le jeune homme pour lui dire ses sentiments envers lui.
À la fin du clip, on retrouve la jeune serveuse et Michael, dans le restaurant où elle travaille. Mais celui-ci ne semble pas connaître la serveuse qui est toujours sous le charme et devine même à sa place quel plat il compte commander. Finalement, leurs chemins se séparent.

## Personnel
| - Alicia Keys – Chant (principal), Choriste - John Legend – Choriste - Harold Lilly – Choriste - Sharief Hobley – guitare - Artie Reynolds – Basse guitare - Sanford Allen – Premier violon, violon - Al Schoonmaker – copyiste - Kurt Briggs – violon - Alexander Vselensky – violon - Marion Pinheiro – violon - Stanley Hunte – violon - Avril Brown – violon - Lori Miller – violon - Xin Zhao – violin - Richard Brice – violon - Barry Finclair – violon - Maxine Roach – viola - Robert Chausow – violon - Eileen Folson – Violoncelle - Caryl Paisner – Violoncelle | - Alicia Keys – productrice - Kanye West – producteur - Manny Marroquin – remix audio - Tony Black – Ingénieur du son - Ann Mincieli – ingénieur du son - Ray Chew – corde Chef d'orchestre, arrangements cordes |

## Charts
| Chart (2003)                               | Position |
| ------------------------------------------ | -------- |
| Suède                                      | 54       |
| Suisse (Singles Chart)                     | 26       |
| Royaume-Uni(Singles Chart)                 | 19       |
| États-Unis Billboard Hot R&B/Hip-Hop Songs | 1        |
| Chart (2004)                               | Position |
| Autriche                                   | 48       |
| Canada                                     | 19       |
| Pays-Bas (Top 40)                          | 9        |
| Europe                                     | 62       |
| France                                     | 43       |
| Allemagne                                  | 68       |
| Irlande                                    | 33       |
| Italie                                     | 17       |
| États-Unis Billboard Hot 100               | 3        |

## Sources
- (en) Cet article est partiellement ou en totalité issu de l’article de Wikipédia en anglais intitulé « You Don't Know My Name » (voir la liste des auteurs).